# Bodzanów (Opole)
Pour les articles homonymes, voir Bodzanów.
Bodzanów est une localité polonaise de la gmina de Głuchołazy, située dans le powiat de Nysa en voïvodie d'Opole.